# Rafael Gallardo García
Rafael Gallardo García OSA (* 28. Oktober 1927 in Yuriria; † 30. Januar 2021 in La Noria) war ein mexikanischer Geistlicher und römisch-katholischer Bischof von Tampico.

## Leben
Rafael Gallardo García trat der Ordensgemeinschaft der Augustiner bei und empfing nach seiner theologischen Ausbildung am 8. April 1950 in der Lateranbasilika in Rom die Priesterweihe.
Papst Paul VI. ernannte ihn am 11. Juli 1974 Bischof von Linares. Der Erzbischof von Monterrey Alfonso Espino y Silva spendete ihm am 24. September desselben Jahres die Bischofsweihe; Mitkonsekratoren waren José de Jesús Tirado Pedraza, Weihbischof in Monterrey, und Antonio Sahagún López, Weihbischof in Guadalajara. 
Am 21. Mai 1987 wurde er zum Bischof von Tampico ernannt. Am 27. Dezember 2003 nahm Papst Johannes Paul II. sein altersbedingtes Rücktrittsgesuch an.